# 34e parallèle nord
Pour les articles homonymes, voir 34e parallèle.
En géographie, le 34e parallèle nord est le parallèle joignant les points de la surface de la Terre dont la latitude est égale à 34° nord.

## Géographie

### Dimensions
Dans le système géodésique WGS 84, au niveau de 34° de latitude nord, un degré de longitude équivaut à 92,385 km ; la longueur totale du parallèle est donc de 33 259 km, soit environ  83,0% de celle de l'équateur. Il en est distant de 3 764 km et du pôle Nord de 6 238 km,.
Comme tous les autres parallèles à part l'équateur, le 34e parallèle nord n'est pas un grand cercle et n'est donc pas la plus courte distance entre deux points, même situés à la même latitude. Par exemple, en suivant le parallèle, la distance parcourue entre deux points de longitude opposée est 16 629 km ; en suivant un grand cercle (qui passe alors par le pôle nord), elle n'est que de 12 476 km.

### Durée du jour
À cette latitude, le soleil est visible pendant 14 heures et 25 minutes au solstice d'été, et 9 heures et 53 minutes au solstice d'hiver.